# Краснодуб'я
Красноду́б'я — село в Україні, у Люблинецькій селищній територіальній громаді Ковельського району Волинської області. Населення становить 17 осіб.

## Історія
У 1906 році село Старокошарської волості Ковельського повіту Волинської губернії. Відстань від повітового міста 14 верст, від волості 4. Дворів 29, мешканців 175.

## Населення
Згідно з переписом УРСР 1989 року чисельність наявного населення села становила 39 осіб, з яких 18 чоловіків та 21 жінка.
За переписом населення України 2001 року в селі мешкало 17 осіб.

### Мова
Розподіл населення за рідною мовою за даними перепису 2001 року:
| Мова       | Відсоток |
| ---------- | -------- |
| українська | 94,12 %  |
| російська  | 5,88 %   |